# Hautes-Alpes
Hautes-Alpes là một tỉnh của Pháp, thuộc vùng hành chính Provence-Alpes-Côte d'Azur, bao gồm 2 quận với các quận lỵ còn lại là Briançon.